# بارنز لیک-میلرز لیک (میشیگان)
بارنز لیک-میلرز لیک (به انگلیسی: Barnes Lake-Millers Lake) یک منطقهٔ مسکونی در ایالات متحده آمریکا است که در شهرستان لپیر، میشیگان واقع شده‌است. بارنز لیک-میلرز لیک ۸٫۹ کیلومتر مربع مساحت و ۱٬۱۸۷ نفر جمعیت دارد و ۲۳۹ متر بالاتر از سطح دریا واقع شده‌است.